# Szojuz TMA–14
A Szojuz TMA–14 a Szojuz–TMA orosz háromszemélyes szállító/mentőűrhajó űrrepülése volt 2009-ben. A 46. emberes repülés, a 19. állandó személyzet a Nemzetközi Űrállomásra (ISS). Charles Simonyi az első űrturista, aki másodszor repült az űrállomásra. Ez a küldetés a 101. emberes Szojuz űrrepülés.

## Küldetés
Hosszú távú cserelegénységet szállított az ISS fedélzetére. A tudományos és kísérleti feladatokon túl az űrhajók cseréje volt szükségszerű.

## Jellemzői
2009. március 26-án az ISS-hez március 28-án, magyar idő szerint 14:15-kor dokkolt. A Bajkonuri űrrepülőtér indítóállomásról egy Szojuz–FG juttatta Föld körüli, közeli körpályára. Több pályamódosítást követően március 28-án a Nemzetközi Űrállomást (ISS) automatikus vezérléssel megközelítette, majd sikeresen dokkolt. Az orbitális egység pályája 88,7 perces, 51,6 fokos hajlásszögű, elliptikus pálya-perigeuma 199 kilométer, apogeuma 251 kilométer volt.
A Szojuz indításával a világűrben egy időben lévő emberek száma elérte a 13 főt, ennél több űrhajós még sosem repült egyszerre (ennyien 1995-ben már voltak, hasonlóan egy Szojuz, a Mir-űrállomás és egy űrsikló legénysége).
Az időszakos karbantartó munkálatok mellett elvégezték az előírt kutatási, kísérleti és tudományos feladatokat. A program szerint, szolgálat teljesítésre fogadták űrrepülőgépeket, elvégezték a meghatározott feladatokat. A teherűrhajókat (M–02M, M66, M67), kirámolták a szállítmányokat, illetve bepakolták a keletkezett hulladékot.
Simonyi többek között újra méréseket végzett a magyar fejlesztésű Pille dózismérővel. Mivel már másodszor jutott ki a világűrbe, így szervezete gyorsabban alkalmazkodott a súlytalansághoz. Ez okból több mérés elvégzésére is lehetőség nyílt.
A repülés alatt több alkalommal létesítettek kapcsolatot magyar rádióamatőrökkel. Április 3-án a Kárpát-medence 15 városában lévő rádióamatőrökkel, 4-én különféle járműveken, többek között balatoni kompon, kerékpáron, sárkányrepülőn és hőlégballonon tartózkodókkal létesítettek rádiókapcsolat, 5-én pedig diákok kérdéseire válaszolt Simonyi.
2009. október 11-én Arkalik (oroszul: Арқалық) városától hagyományos visszatéréssel, a tervezett leszállási körzettől mintegy 90 kilométerre délre ért Földet. Összesen 198 napot, 16 órát, 42 percet és 25 másodpercet töltött a világűrben. 3129 alkalommal kerülte meg a Földet.

## Személyzet

### Indításkor
- Gennagyij Padalka (3), parancsnok,  Oroszország
- Michael Reed Barratt (1), fedélzeti mérnök,  Egyesült Államok
- Charles Simonyi (2), űrturista,  Magyarország/ Amerikai Egyesült Államok

### Leszálláskor
- Gennagyij Padalka (3), parancsnok,  Oroszország
- Michael Reed Barratt (1), fedélzeti mérnök,  Egyesült Államok
- Guy Laliberté speciális űrutazó  Kanada

### Tartalék személyzet
- Makszim Viktorovics Szurajev parancsnok  Oroszország
- Jeffrey Williams fedélzeti mérnök  Egyesült Államok
- Esther Dyson speciális űrutazó  Anglia

## Űrturizmus
Charles Simonyi lett az első űrturista, aki kétszer is meglátogatja a világűrt és az ISS-t, de egyelőre az utolsó is. Azzal magyarázzák ezt, hogy az Nemzetközi Űrállomás (ISS) az STS–119 küldetése után már hat űrhajóst is képes egyszerre ellátni, így a Szojuz-űrhajók jelenlegi gyártási kapacitása teljesen le van kötve, azaz nincsen olyan szabad űrjármű, amely a turistákat szállíthatná.

## A küldetés logója
A Roszkoszmosz által kiírt pályázaton 6 és 15 év közötti gyerekek vehettek részt. A pályázat célja az volt, hogy tervezzenek egy logót a Szojuz TMA–14 misszióra. A pályázat eredményét 2008. december 28-án hirdették ki. A nyertes művet a 12 éves moszkvai Anna Csibiszkova készítette.

## Lásd még
- Szojuz TMA–9

## Külső hivatkozások
- Schuminszky, Nándor: Charles második repülése előtt. Űrvilág, 2009. március 22. (Hozzáférés: 2009. március 22.)
- Charles Simonyi hivatalos honlapja
- Szojuz TMA–14. kursknet.ru. [2015. szeptember 19-i dátummal az eredetiből archiválva]. (Hozzáférés: 2013. augusztus 16.)
- Szojuz TMA–14. spacefacts.de. (Hozzáférés: 2013. augusztus 16.)
- Szojuz TMA–14. sg.hu. (Hozzáférés: 2013. augusztus 16.)
- Szojuz TMA–14. lib.cas.cz. [2013. október 13-i dátummal az eredetiből archiválva]. (Hozzáférés: 2013. augusztus 16.)